# Cornelis van der Goude
Cornelis van der Goude (Gouda, 1510 - Gouda, na 1552) was een Nederlands kunstschilder.

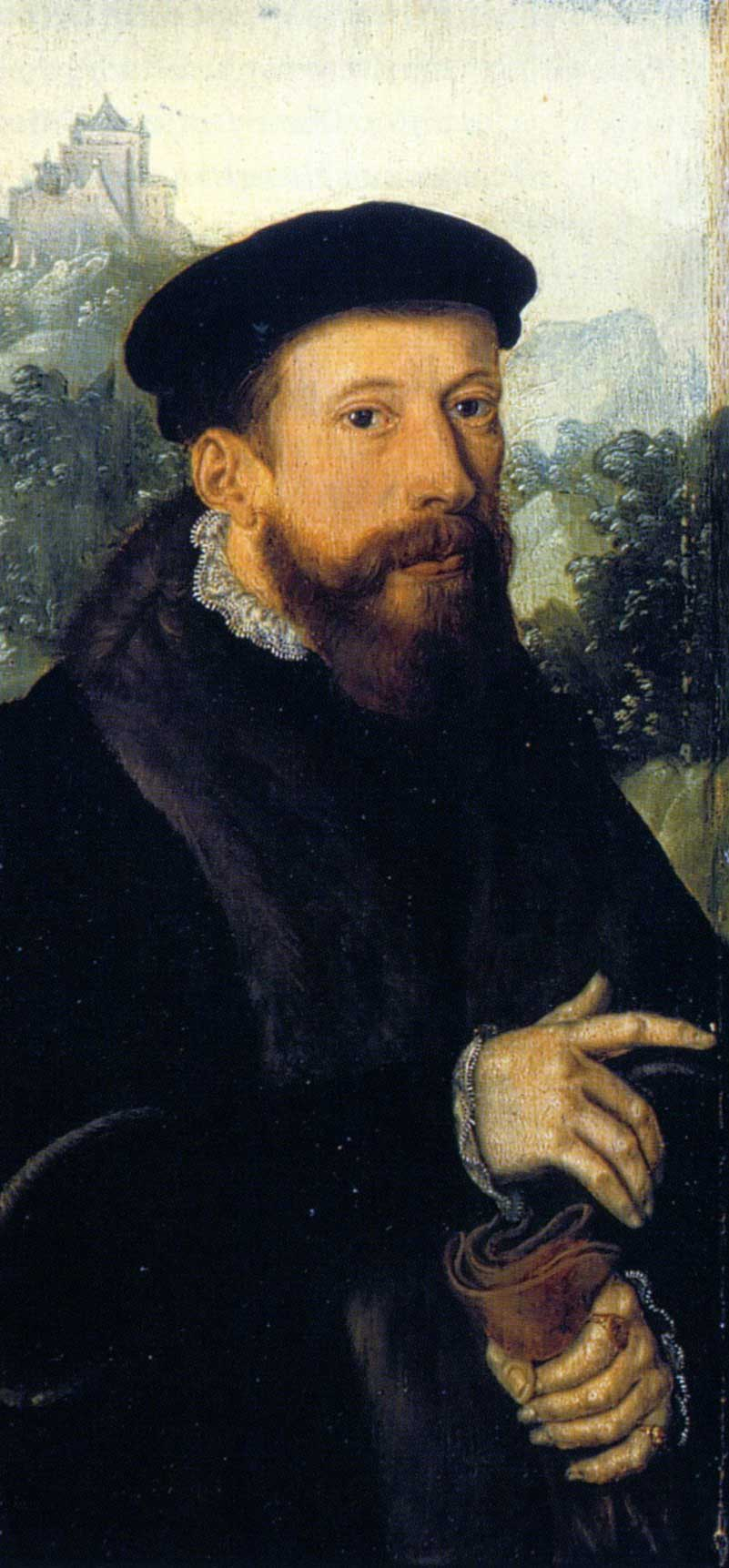
Jan Jacobsz van Rosendael door Cornelis van der Goude (1552)

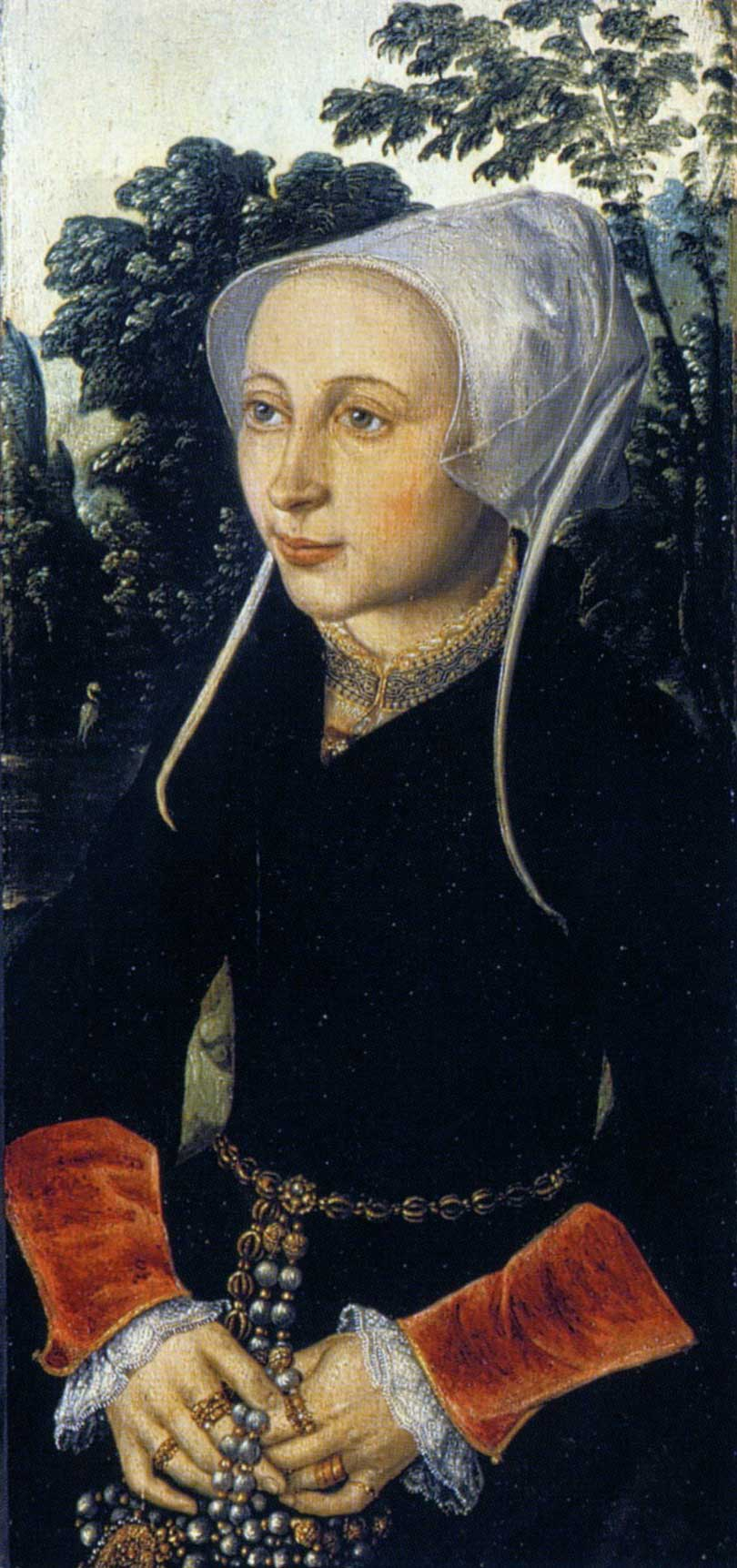
Lydia Amelsdochter door Cornelis van der Goude (1552)

Cornelis van der Goude was een leerling van Maarten van Heemskerck. Hij was volgens de stadshistoricus Ignatius Walvis een voortreffelijk schilder, die veel voorname personen aan het hof schilderde. Hij raakte op oudere leeftijd door overmatig drankgebruik geheel "tot verval", aldus Walvis. Ook volgens Karel van Mander leidde Cornelis van der Goude een losbandig leven in Gouda.
Daer is noch gheweest een seer constigh dapper Conterfeyter nae t'leven, Cornelis, gheboren ter Goude, een Discipel van Hemskerck: desen was in zijn jeught heel dronck-hatigh: maer by den grooten verkeerende in Hoven, werdt so heel anders, dat self groote dronckaerts van hem bevreest waren, des het heel met hem verviel, en werdt een brodder, waerom de jeught sulcke voorbeelden te volgen sal vermijden.
In het Catharina Gasthuis te Gouda bevinden zich de door Cornelis van der Goude geschilderde portretten van de Goudse schepen en burgemeester Jan Jacobsz van Rosendael en zijn vrouw Lydia Amelsdochter (zie: beide afbeeldingen).
Volgens dr. J. Schouten bevindt zich in een collectie in Wenen een door Cornelis van der Goude in 1537 geschilderd portret van een man met puntbaard.

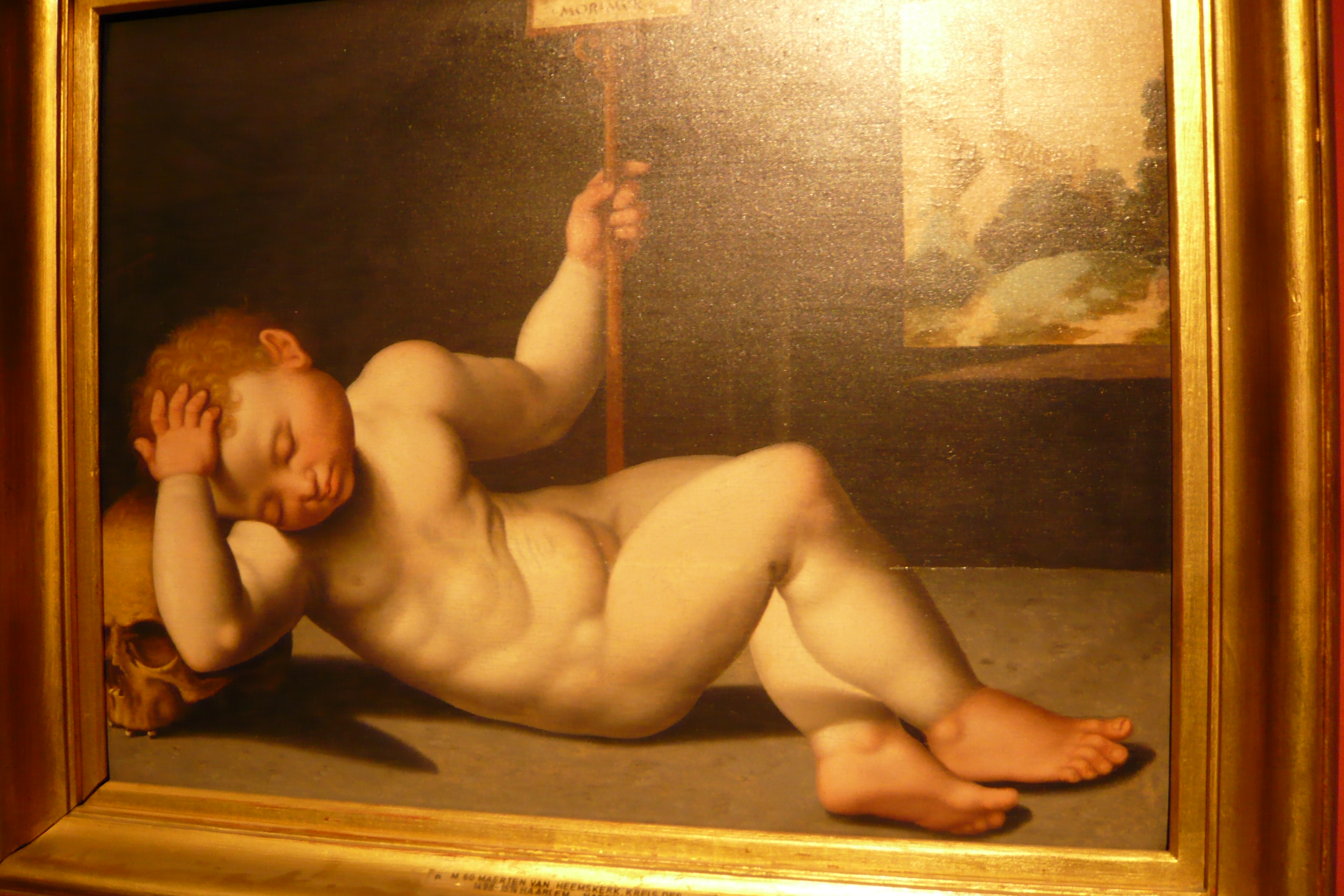
"Nascendo Morimur", door Maarten van Heemskerck 1540, in Koblenz Mittelheim museum

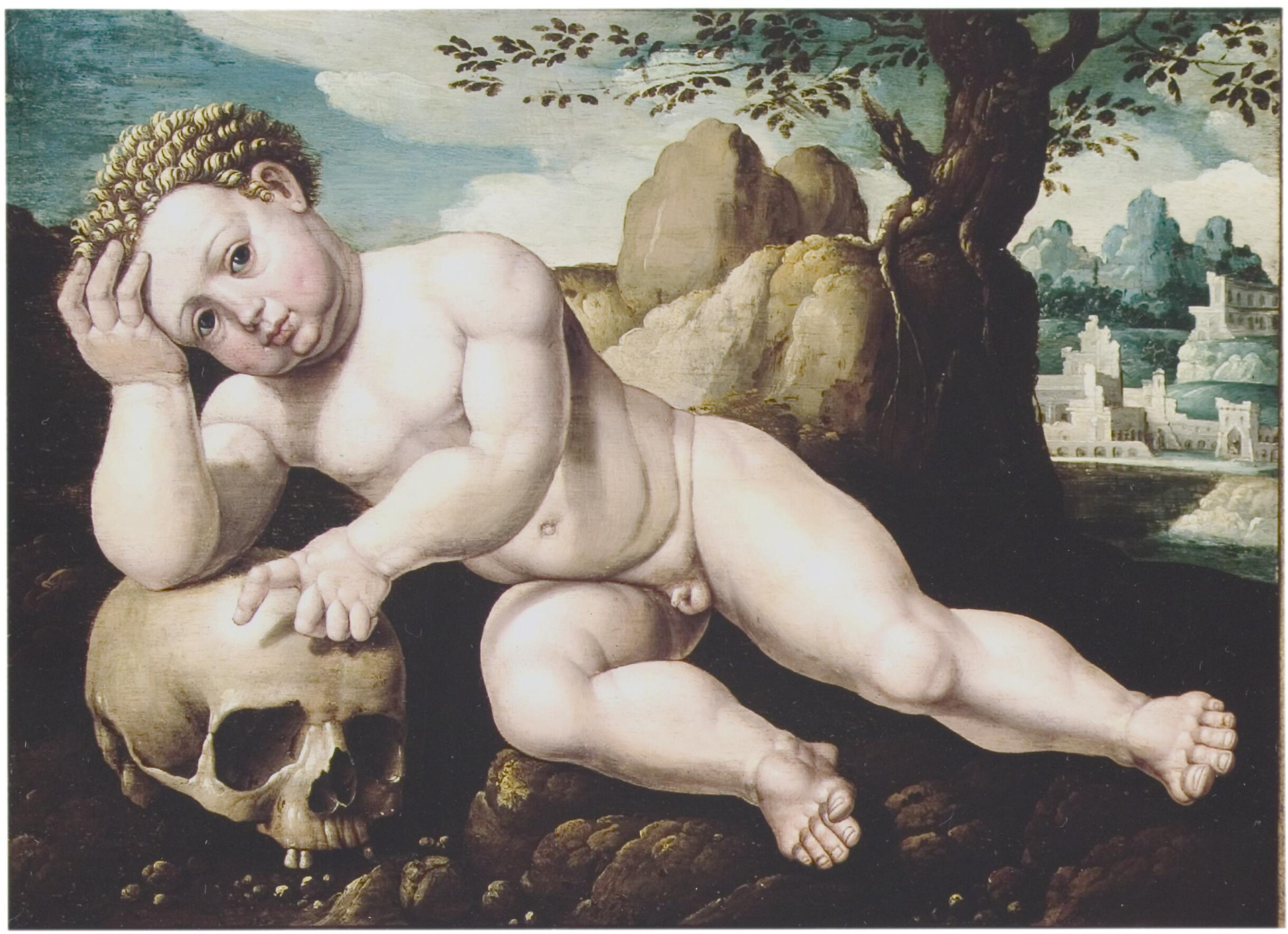
van der Goudes kopie van Heemskercks schilderij (ca. 1540, in Amerikaanse privécollectie)